# Dongfeng CA71
El Dongfeng CA71 (xinès simplificat: 东风CA71, pinyin: Dōngfēng CA71, literalment 'Vent de l'est CA71') és una limusina de mida mitjana fabricada pel fabricant d'automòbils xinés First Automotive Works (FAW) i produïda en xicotetes quantitats l'any 1958. Va ser el primer cotxe de passatgers que es va produir íntegrament a la Xina.

## Història del desenvolupament
El Dongfeng CA71 va ser desenvolupat per FAW a Changchun. FAW es va fundar el 1953 amb el suport tècnic i financer de la Unió Soviètica. Va produir principalment vehicles comercials, especialment camions pesants basats en models soviètics. L'any 1958 la Xina va llançar la Campanya del Gran Salt Endavant, que tenia com a objectiu posar-se al mateix nivell que els països industrialitzats occidentals.
A partir de 1958, diverses plantes xineses, inclosa FAW, van començar a dissenyar cotxes de passatgers per a ús civil.
El Dongfeng CA71 es va utilitzar per a diverses campanyes de propaganda i algunes van incloure a Mao Zedong. Es van produir uns 30 Dongfeng CA71. Com que el CA71 era un cotxe de mides reduïdes, el Hongqi CA72 era la limusina preferida per a viistes oficials i funcionaris d'alt càrrec. Els funcionaris mitjans van tendir a utilitzar el Fenghuang (Shanghai SH760).

## Disseny
El Dongfeng CA71 es va modelar a partir de dos vehicles estrangers. El xassís és estilísticament semblant al Mercedes-Benz W120, axí com el seu motor de quatre cilindres en línia d'1,9 litres. La carrosseria es basava en el Simca Vedette francesa, encara que la forma real s'acosta més a la del Ford Zephyr Mk2, de mida semblant i de la mateixa època. Això es deu possiblement a la relació de Ford amb Simca en aquell moment.
Els detalls xinesos incloïen un motiu d'un drac daurat a la graella del capó i elements d'un disseny de llanterna xinesa als llums posteriors, com el Hongqi CA72. Es diu que el motor era de 70 hp (52 kW) mentre que la velocitat màxima era de 130 km/h (81 mph).

## Producció
El primer prototip del Dongfeng CA71 es va completar el 12 de maig de 1958. A l'estiu van fer-se diverses proves de conducció. El 1958 es van construir diverses còpies més. El cotxe estava fet a mà amb la xapa trenada a mà. Només se'n coneixen dos exemplars que encara es conserven. Un es conserva al Museu de la Fàbrica Hongqi de Changchun i l'altre al Museu de Cotxes Clàssics de Pequín.